# Sunshine on Leith (film)
Sunshine on Leith  är en brittisk musikalfilm som hade biopremiär i England den 4 oktober 2013.The Proclaimers låtar är med och inspirerat manus och den utspela sig i sångarnas barndomsstad Edinburgh och Leith är bostadsområdet de bodde i.

## Handling
Två brittiska soldater återvänder hem till Edinburgh för att återuppta kärleksliv och familjeliv efter ha tjänstgjort i Afghanistan. Davy (George MacKay) och Ally (Kevin Guthrie) återvänder från Afghanistan.  Ally är ihop med Davys syster Liz (Freya Mavor) som är sjuksköterska.Ally planera att fria till Liz.Liz introducera sin kollega Yvonne (Antonia Thomas) till Davy och han blir kär. Liz och Davys mamma Jean (Jane Horrocks) och pappa Robert (Peter Mullan) ska fira sin 25:e bröllopsdag. 

## Skådespelare
- George MacKay som Davy Henshaw
- Kevin Guthrie som Ally
- Freya Mavor som Liz Henshaw
- Antonia Thomas som Yvonne
- Jane Horrocks som Jean Henshaw
- Peter Mullan som Robert "Rab" Henshaw
- Jason Flemyng som Harry Harper
- Paul Brannigan som Ronnie
- Paul McCole som Ewan
- Emma Hartley Miller  som Janice
- Sara Vickers  som    Eilidh

The Proclaimers medverkar i en cameoroll.

## Källa
1. ↑  ”Sunshine on Leith”. Box Office Mojo. http://www.boxofficemojo.com/movies/?page=intl&id=sunshineonleith.htm. Läst 2 februari 2013.
2. ↑  Brocklehurst, Steven (2 oktober 2013). ”McMamma Mia: Proclaimers follow in Abba's musical footsteps”. BBC News. BBC. http://www.bbc.co.uk/news/uk-scotland-24108126. Läst 13 oktober 2013.